# Otterstedter See
Der Otterstedter See – auch Pastorensee genannt – ist ein See im Ort Otterstedt der Gemeinde Ottersberg, Landkreis Verden, Niedersachsen.

## Beschreibung
Der See liegt südöstlich von Otterstedt in einer Senke die von einem flachen Wall umgeben ist und soll vor rund 12.000 Jahren entstanden sein, der Sage nach durch einen Erdfall. Die Wissenschaft geht allerdings von einer nacheiszeitlichen Bildung aus. Vermutlich ist der See der Überrest eines kollabierten Pingos.
Der von einem Wochenendhausgebiet umgebene See gehört seit 1984 dem Flecken Ottersberg. Davor war er in Privatbesitz.
Bevor die Wochenendhäuser am See 1975 an eine Abwasserkanalisation angeschlossen wurden, gelangten die Abwässer in den See, was zu einer starken Nährstoffanreicherung führte. Auch durch andere Quellen wie durch die den See umgebenden Gehölze und die Landwirtschaft gelangen Nährstoffe in den See. Ein Ringgraben um den See soll den Eintrag von belastetem Oberflächenwasser minimieren. Aufgrund des Nährstoffeintrages treten im polytroph eingestuften See immer wieder Algenteppiche auf. Im Frühsommer 2002 kam es zu einem massenhaften Auftreten von Blaualgen, so dass eine Sanierung des Sees nötig wurde. Hierfür wurde 2006 ein Phosphatbinder in den See eingebracht, der das Algenwachstum allerdings nur einige Jahre hemmte.
Am Ostufer des Sees befinden sich drei Strandbereiche, die im Sommer von der Deutschen Lebens-Rettungs-Gesellschaft bewacht werden. Die DLRG nutzt den See auch zu Ausbildungszwecken.
Der See hat nach Norden einen Abfluss zum Dauensiekgraben, dessen Wasser über Otterstedter Beeke und Walle westlich von Ottersberg in den Wümme-Nordarm mündet. Er wird von Grundwasser gespeist.

## Flora und Vegetation
Der See ist von einem schmalen Röhrichtgürtel umgeben, der von zahlreichen Steganlagen und Badestellen unterbrochen wird. In ihm dominiert das Schilfrohr (Phragmites australis). Daneben findet man die Gelbe Schwertlilie (Iris pseudacorus) und den Großen Schwaden (Glyceria maxima). Am Westufer befinden sich größere Schwimmblattbestände mit der Gelben Teichrose (Nuphar lutea) und der Weißen Seerose (Nymphaea alba). Früher siedelten in dem Gewässer einige seltene Pflanzen, die heute aber aufgrund der zunehmenden Eutrophierung und intensiven Erholungsnutzung völlig verschwunden sind, darunter Strandling (Littorella uniflora), Schmalblättriger Igelkolben (Sparganium affine), See-Brachsenkraut (Isoetes lacutris) und Schmalblättriges Wollgras (Eriophorum angustifolium). Die letztgenannten Arten deuten darauf hin, dass das Gewässer früher wesentlich nährstoffärmer war als heute.

## Fauna
Im See leben mindestens acht Fischarten von Aal bis Zander, dabei kommt der Fischeintrag nicht selten von Flugwild wie Enten oder Gänsen. Der bewirtschaftende Sportfischerverein Ottersberg setzt mit Rücksicht auf Ökologie aber auch Badegäste bereits seit Jahren keine Fische mehr ein. Gelegentlich werden größere Welse gefunden, so 2020 ein Exemplar von 2,4 Metern Länge oder im Juni 2025 eines mit etwa 1,85 Metern und rund 50 Kilogramm Gewicht.

## Wissenschaftliche Untersuchungen
Die Wissenschaft ist seit vielen Jahrzehnten an einer Klärung der Entstehungsgeschichte des Sees interessiert. Bereits 1938 wurde von Lundbeck ein Zusammenhang mit der eiszeitlichen Landschaftsgeschichte erkannt. Er sieht im Otterstedter See typische geomorphologische Merkmale für ein Strudelloch, etwa die asymmetrische, trichterartige Form des Sees. Garleff (1968) vermutete hingegen, der See sei Ergebnis einer kryogene Kave, also einer Hohlform, die durch Eisanreicherung im Permafrostboden entstanden ist.
Pollenanalytische Untersuchungen von Müller (1970) zeigen, dass der See am Ende der letzten Eiszeit entstand. Interessanterweise ist der See seitdem nicht zunehmend verlandet, sondern hat sich im Laufe des Holozäns im Gegenteil zunehmend vertieft. Daraus folgerte Müller, der See sei aus einem weichselzeitlichen, spätglazialen Quelleishügel (Pingo) entstanden. Die Vertiefung spiegelt demnach den fortschreitenden Kollaps des Pingos wider.

## Sage
Nach einer Sage soll der See entstanden sein, als der Teufel, der im nahen Wald Düvelshoop (heute: Kreuzbuchen) lebte, die Kirche von Otterstedt vernichten wollte. Dazu schleuderte er einen Hünenstein gegen den Kirchturm, woraufhin die Erde erbebte und riss. Infolgedessen quoll Wasser aus dem Erdreich und verschlang das Gotteshaus mitsamt den es umgebenden Bäumen. Der Name „Pastorensee“ soll allerdings auf einen früheren Eigentümer des Sees zurückgehen, welcher im 17. und 18. Jahrhundert lebte und Pastor von Otterstedt war.
In einer anderen Version der Geschichte wurde die Kirche während des Gottesdienstes an Heiligabend von einer Gruppe Ungläubiger überfallen und verwüstet. Als die Kirchenschänder die Kirche wieder verließen, brach ein Sturm los und die Erde erbebte, woraufhin die Kirche versank. An der Stelle, an der einst die Kirche stand, befindet sich heute der See.